# Zweden op de Olympische Zomerspelen 1928
Zweden nam deel aan de Olympische Zomerspelen 1928 in Amsterdam, Nederland. In vergelijking met vier jaar eerder werd bijna het dubbele aantal gouden medailles behaald, alhoewel het totale aantal medailles niet veel verschilde.

## Medailles

### 1Goud
- Erik Lundqvist — Atletiek, mannen speerwerpen
- Sven Thofelt — Moderne vijfkamp
- Sven Thorell — Zeilen, mannen 12 voets jol
- Arne Borg — Zwemmen, mannen 1500m vrije stijl
- Johan Richthoff — Worstelen, vrije stijl zwaargewicht
- Thure Sjöstedt — Worstelen, vrije stijl halfzwaargewicht
- Rudolf Svensson — Worstelen, Grieks-Romeins zwaargewicht

### 2Zilver
- Erik Byléhn — Atletiek, mannen 800m
- Ossian Skiöld — Atletiek, mannen kogelslingeren
- Nils Ramm — Boksen, zwaargewicht
- Carl Bonde, Janne Lundblad en Ragnar Olson — Paardensport, team dressuur
- Bo Lindman — Moderne vijfkamp
- Eric Malmberg — Worstelen, Grieks-Romeins vedergewicht

### 3Brons
- Edvin Wide — Atletiek, mannen 10000m
- Edvin Wide — Atletiek, mannen 5000m
- Inga Gentzel — Atletiek, vrouwen 800m
- Ruth Svedberg — Atletiek, vrouwen discuswerpen
- Gunnar Berggren — Boksen, lichtgewicht
- Gösta Carlsson — Wielersport, mannen individueel tijdrit
- Erik Jansson, Georg Johnsson en Gösta Carlsson — Wielersport, mannenteam tijdrit
- Laura Sjöqvist — Schoonspringen, vrouwen 10m platform
- Ragnar Olson — Paardensport, individueel dressuur
- Karl Hansén, Carl Bjornstjerna en Ernst Hallberg — Paardensport, team springconcours
- Carl Sandblom, John Sandblom, Philip Sandblom, Tore Holm, Clarence Hammar en Wilhelm Törsleff — Zeilen, mannen 8 meter klasse
- Arne Borg — Zwemmen, mannen 400m vrije stijl

## Resultaten per onderdeel

### Boksen
Mannen vlieggewicht (– 50,8 kg)
- Lennart Bohman
  - Eerste ronde — bye
  - Tweede ronde — Verloor van Hubert Ausbock (GER), op punten

Mannen zwaargewicht (+ 79,4 kg)
- Nils Ramm →  Zilver
  - Eerste ronde — bye
  - Kwartfinale — Versloeg Hans Schonrath (GER), op punten
  - Halve finale — Versloeg Sverre Sørsdal (NOR), op punten
  - Finale Wedstrijd — Verloor van Arturo Rodríguez (ARG), KO-1

Argentinië · Australië · België · Brits-Indië · Bulgarije · Canada · Chili · Cuba · Denemarken · Duitsland · Egypte · Estland · Filipijnen · Finland · Frankrijk · Griekenland · Groot-Brittannië · Haïti · Hongarije · Ierland · Italië · Japan · Joegoslavië · Letland · Litouwen · Luxemburg · Malta · Mexico · Monaco · Nederland · Nieuw-Zeeland · Noorwegen · Oostenrijk · Panama · Polen · Portugal · Roemenië · Spanje · Tsjecho-Slowakije · Turkije · Uruguay · Verenigde Staten · Zuid-Afrika · Zuid-Rhodesië · Zweden · Zwitserland